# Wim van de Schilde
Willem (Wim) van de Schilde (Den Haag, 4 november 1948) is een voormalig Nederlands waterpolospeler.
Wim van de Schilde nam eenmaal deel aan de Olympische Spelen, in 1972. Hij eindigde met het Nederlands team op de zevende plaats. In de competitie kwam Van de Schilde uit voor ZIAN uit Den Haag.
Mart Bras · 
Ton Buunk · 
Wim Hermsen · 
Hans Hoogveld · 
Evert Kroon · 
Hans Parrel · 
Wim van de Schilde · 
Ton Schmidt · 
Gijze Stroboer · 
Jan Evert Veer · 
Hans Wouda